# تپه دم خواجه احمد
تپه دم خواجه احمد مربوط به دوره اشکانیان - دوره ساسانیان است و در شهرستان زهک، بخش مرکزی، ۱ کیلومتری شرق روستای دشت امیر نظام واقع شده و این اثر در تاریخ ۶ اسفند ۱۳۸۵ با شمارهٔ ثبت ۱۷۵۸۹ به‌عنوان یکی از آثار ملی ایران به ثبت رسیده است.